# Ékszer (Tolvai Renáta-album)
Az Ékszer Tolvai Renáta első szólólemeze. 2011. július 7-én jelent meg a TomTom kiadó gondozásában. Legmagasabb helyezése a 18. volt a MAHASZ albumlistáján.

## Számlista
1. Hagylak menni
2. Fekete-fehér
3. Őrült rohanás
4. Ékszerem
5. Hang a csendben
6. Mondd, szerelmünk mennyit ér
7. Mesél az eső
8. Ez még csak a kezdet
9. Ne játssz a tűzzel
10. Hívj fel
11. Harc a szerelemért
12. Üveggolyó